# 白龙 (南汉)
白龙（925年十二月—928年二月）是南汉高祖劉龑的第二個年号，共计4年。

## 改元
- 乾亨九年——十二月，改元白龍元年。[2][3][4][5]
- 白龍四年——三月，改元大有元年。[6][7][8][9]

## 紀年對照表
| 白龙 | 元年  | 二年  | 三年  | 四年  |
| ---- | ----- | ----- | ----- | ----- |
| 公元 | 925年 | 926年 | 927年 | 928年 |
| 干支 | 乙酉  | 丙戌  | 丁亥  | 戊子  |

## 同期存在的其他政权年号
- 中國
  - 同光（923年－926年）：後唐—李存勗之年號
  - 天成（926年－930年）：後唐—李嗣源之年號
  - 順義（921年－927年）：吳—楊溥之年號
  - 乾貞（927年－929年）：吳—楊溥之年號
  - 宝大（924年－925年）：吳越—錢鏐之年號
  - 宝正（926年－931年）：吳越—錢鏐之年號
  - 咸康（925年）：前蜀—王衍之年號
  - 初曆（925年－926年）：大長和—鄭仁旻之年號
  - 天應（927年－928年）：大長和—鄭隆亶之年號
  - 天赞（922年－926年）：契丹—耶律阿保機之年號
  - 天顯（926年－938年）：契丹—耶律阿保機、耶律德光之年號
  - 甘露（926年－936年）：東丹—耶律倍之年號
  - 同慶（912年－966年）：于闐—尉遲烏僧波之年號
- 朝鮮半島
  - 天授（918年－933年）：高麗—高麗太祖王建之年號
- 日本
  - 延長（923年－931年）：醍醐天皇、朱雀天皇之年号

## 參看
- 中國年號索引

## 深入閱讀
- 李崇智. . 北京: 中華書局. 2004年12月. ISBN 7101025129.
- 鄧洪波. . 臺北: 國立臺灣大學東亞經典與文化研究計劃. 2005年3月  [2022-01-03]. ISBN 9789860005189. （原始内容 (pdf)存档于2007-08-25）.

| 前一年號： 乾亨 | 南汉年号 925年－928年 | 下一年號： 大有 |